# Félix Mesnard
Pour les articles homonymes, voir Mesnard.
Félix Mesnard, né le 28 avril ou 28 août 1873 à Bordeaux (Gironde) et mort le 5 juillet 1914 à Soulac-sur-Mer (Gironde), est un homme politique français.

## Biographie
Joailler orfèvre à Soulac, il est membre de la chambre de commerce de Bordeaux et juge au tribunal de commerce. Maire de Soulac-sur-Mer, conseiller général du canton de Saint-Vivien-de-Médoc, il est élu député de la Gironde dans la circonscription de Lesparre le 10 mai 1914 et siège au groupe des Républicains de gauche, en battant le député sortant Arnaud d'Elissagaray. Il meurt au bout de quelques semaines de mandat.

### Sources
- « Félix Mesnard », dans le Dictionnaire des parlementaires français (1889-1940), sous la direction de Jean Jolly, PUF, 1960 [détail de l’édition]
- Sylvie Guillaume et Bernard Lachaise (Université Bordeaux-Montaigne. Centre aquitain de recherches en histoire contemporaine), Dictionnaire des parlementaires d'Aquitaine sous la Troisième République, Talence, Presses Universitaires de Bordeaux, 1998, br, couv. ill.; 624, 24 cm (ISBN 2-86781-231-3 et 9782867812316, OCLC 468077217, BNF 37035405, SUDOC 045199868, présentation en ligne, lire en ligne), p. 311